# Intellec
Los ordenadores Intellec fueron una serie  de microordenadores tempranos que Intel comenzó a desarrollar en los años 70 como plataforma de desarrollo para sus procesadores. Los Intellec fueron de los primeros microordenadores vendidos junto con el Micral, y antes del Altair 8800. La primera serie de Intellecs incluyeron el Intellec 4 para el 4004, el Intellec 4 Mod 40 para el 4040, el Intellec 8 para el 8008, y el Intellec 8 Mod 80 para el 8080.
El Intellec 8 Mod 80 se liberó en 1973. Los ordenadores Intellec no fueron vendidos al público general, ya que eran sistemas para que los ingenieros pudieran desarrollar sus aparatos y programas, y se construyó un número muy limitado. El Intellec 8 se vendía por 2.395 dólares.